# Torino
Torino (piemontiul, valamint több egyéb nyelven Turin) közel 871 ezer lakosával Róma, Milánó és Nápoly után Olaszország negyedik legnépesebb városa (közigazgatásilag comune). A harmadik legfontosabb gazdasági központ Róma és Milánó után, Piemont és Torino megye székhelye, fontos üzleti, kulturális, és oktatási központ. Lakóinak száma – az agglomerációval együtt – mintegy 1,7 millió.

## Fekvése
Északnyugat-Olaszországban található; északról és nyugatról az Alpok határolja, délről a Monferrato dombság. Négy folyó szeli át a várost: a Pó, ennek két mellékfolyója, a Dora Riparia és a Stura di Lanzo, valamint a Sangone. A Pó kettéosztja a várost, a domboldali és a sík részre, amely 220 és 280 méteres tengerszint feletti magasságon fekszik, és nyugatról kelet felé haladva lesz egyre alacsonyabb. A város legmagasabb pontja a Colle della Maddalena (715 méter).

## Története

### Korai emlékek
A mai város helyén az i. e. 3. században megtelepedett a kelta-ligur taurin népcsoport. Hannibál i. e. 218. évi itáliai hadjárata során a taurinok, a Pó-síkság gall népcsoportjai közül egyedül, úgy döntöttek, hogy Róma szövetségesei lesznek, és útját állják a pun hadvezérnek. Ellenállásuk három napig tartott, utána kénytelenek voltak kapitulálni.
Az elkövetkező évszázadokban folytatódott a rómaiak előrenyomulása az Alpok irányába. i. e. 100-ban megszületett Eporedia kolónia, a jelenlegi Ivrea az Aosta-völgy bejáratánál.

### A római kor
Az 1. században (valószínűleg 28-ban) a rómaiak katonai tábort létesítettek ezen a helyen Castra Taurinorum (egy időben Augustus tiszteletére Augusta Taurinorum) néven. A tipikus római utcahálózat szerkezete ma is megfigyelhető a modern városban. Ebben az időben a lakosság kb. 5000 fő volt, akik a magas falakon belül éltek. A város mai neve a római elnevezésre vezethető vissza, jelentése kis bika, mely a címerpajzsban is megjelenik.

### Középkor
A Római Birodalom bukása után a lombardok 569-ben foglalták el, majd a város többször gazdát cserélt: 773-ban, Nagy Károly uralkodása alatt a frankok kezére került, 940-ben megalapították a torinói grófságot, amely 1050-től a Savoyai grófok birtoka lett. A 13. század végén a már 20 000 fős várost a Savoyai Hercegséghez csatolták. Uralkodásuk alatt számtalan palota és kert épült, jelentősen átformálva a várost; 1404-ben megalapították a város egyetemét is. 1536 és 1562 között francia uralom alatt állt, majd 1563-tól Emánuel Filiberto herceg uralkodása alatt a Savoyai Hercegség fővárosa lett. Virágkorát a barokk korban élte, ekkor fejlődött sakktáblaszerű, szabályos szerkezetű várossá, ekkor alakult ki a Via Roma útvonala, ekkor épült a királyi palota.

### Modern kor
1706-ban a francia csapatok 117 napig ostromolták a várost, de nem sikerült bevenniük. Az ezt követő utrechti béke alapján a Szárd Királyságot a szavojai hercegséghez csatolták. Ekkor kezdődött a már 90 000 lakosú város átalakítása Filippo Juvarra tervei alapján.
Napóleon idején, 1801 és 1814 között ismét Franciaországhoz tartozott.
A Bécsi kongresszus és a restaurációt követően Piemont kezére került Genova és egész Liguria (Genovai Köztársaság), és elindult az a folyamat, amely alig több mint ötven év alatt az olasz egység kialakulásához vezet. Torino az olasz egyesítés egyik élharcosává vált: 1861-ben itt választotta a parlament II. Viktor Emánuelt Olaszország királyává. Az egyesült olasz állam fővárosa Torino lett 1861-től 1865-ig, míg Firenzébe nem helyezték át. (Róma 1870 óta főváros).

### Torino fejlődik
A 19. század végén gyors iparosodás kezdődött: 1871-ben megnyitották az Alpok alatt átvezető Fréjus-alagutat, 1899-ben alapították a Fiatot, 1906-ban pedig a Lanciát. 1902-ben és 1911-ben Torino a Világkiállítás helyszíne volt. A folyamatosan fejlődő város lakossága 30 év alatt közel megduplázódott, az 1880-as években számolt negyedmilliós népesség a 20. század első évtizedének végére 430 000-re nőtt.
Olaszország belépése az első világháborúba mély nyomokat hagyott a torinói lakosságban is. 1919 és 1920 között éleződtek a társadalmi konfliktusok a gyári munkások és a nagyiparosok között ( ún. két vörös év). Több gyárat (köztük a FIAT-ot, amelynek Lingotto üzeme a világ akkori legnagyobb autógyártó üzeme volt) elfoglaltak a munkások, akik autonóm módon folytatták a termelést.
1922-ben a menetelés Rómába (Marcia su Roma) után az olasz fasizmus teret hódított Olaszországban, és nem kímélte az ellenállókat. 1922. december 18-án Torinóban a Piero Brandimarte vezette fasiszta csapatok 11 antifasisztát öltek meg (torinói mészárlás), valamint felgyújtották a Munkáskamara épületét.
A második világháború alatt Torinót mint fontos ipari központot folyamatosan bombázták a szövetségesek. Az első támadás 1940. június 11-én következett be, az utolsók 1945-ben. 1943-ban a városban sztrájkmozgalom indult, ami aztán egész Észak-Olaszországra kiterjedt, és az antifasiszta mozgalmak újjászületését jelentette. Szeptember 8-át követően Torinót elfoglalták a náci csapatok, és egészen 1945. április 25-ig tartották ellenőrzésük alatt, amikor a partizánok átvették az irányítást. Május 3-án megérkeztek a szövetségesek csapatai is.
A második világháború után a város gyorsan újraépült, még jobban erősítve ipari szerepét. A komoly munkaerőt igénylő termelés hatására a Mezzogiornóból folyamatosan áramlottak be a munkát kereső déliek, így a város lakossága is robbanásszerűen nőtt, 1960-ban elérte az 1 milliót, 1975-ben pedig elővárosokkal együtt az 1,5 milliót is.
1962 júliusát követően erőszakhullám sodor végig a városon a gazdasági csoda ellenére. Ellentétek feszülnek a Munkásunió és a dolgozók között, valamint a torinóiak és a bevándorlók között, hiszen a város korántsem volt felkészülve a nagy számú újonnan érkezők fogadására, többek között nem volt elegendő lakás sem. A feszültségek gyakori utcai demonstrációkhoz vezettek. A társadalmi és politikai feszültségek csúcspontja az 1970-es évek.
A ’80-as években a várost is elérte a klasszikus ipari termelés hanyatlása, így a lakosságszám is csökkenni kezdett. Ma több mint 870 ezer lakosa van a városnak.

## Demográfia
A második világháborút követően, különösen 1951 és 1961 között a város lakossága rohamosan növekedett (1961-ben 306 000 lakossal több élt itt, mint 1951-ben), amely a Dél-Olaszországból és Venetóból az itteni gyárakban elhelyezkedni kívánó, idevándorló munkásoknak tudható be. A hirtelen növekedés társadalmi és urbanisztikai problémákat okozott, amiket csak lassan sikerült orvosolni. A város lakossága 1973-ban ért a csúcsra, az azt követő csökkenés pedig elsősorban a Torinóból a közeli kisebb városokba történő vándorlás eredménye. Ennek következményeképpen a szomszédos települések mára gyakorlatilag egybeépültek Torinóval és egy 1,7 milliós agglomerációt alkotnak.
A város lakosszáma az elmúlt években az Olaszország más részeiből, Kelet-Európából, valamint a Maghreb térségből érkezők bevándorlása miatt kismértékű növekedést mutat.
A város korfája Olaszország más részeihez hasonlóan elöregedést jelez, a 18 éven aluliak aránya 14,5%, a 65 éven felülieké 30,1%.

### Bevándorló külföldiek
2010. december 31-én Torinóban 127 717 külföldi élt, az előző évhez képest 4771 fővel több. A lakosság 14,1% százaléka bevándorló, ami a regionális (8,5%) és az országos átlaghoz képest is nagyon magas.
Legnépesebb külföldi csoportok:
|   | Állampolgárság | Számuk |
| - | -------------- | ------ |
| 1 | ROU            | 51 918 |
| 2 | MAR            | 19 185 |
| 3 | PER            | 8715   |
| 4 | ALB            | 5649   |
| 5 | CHN            | 5437   |

## Közigazgatás

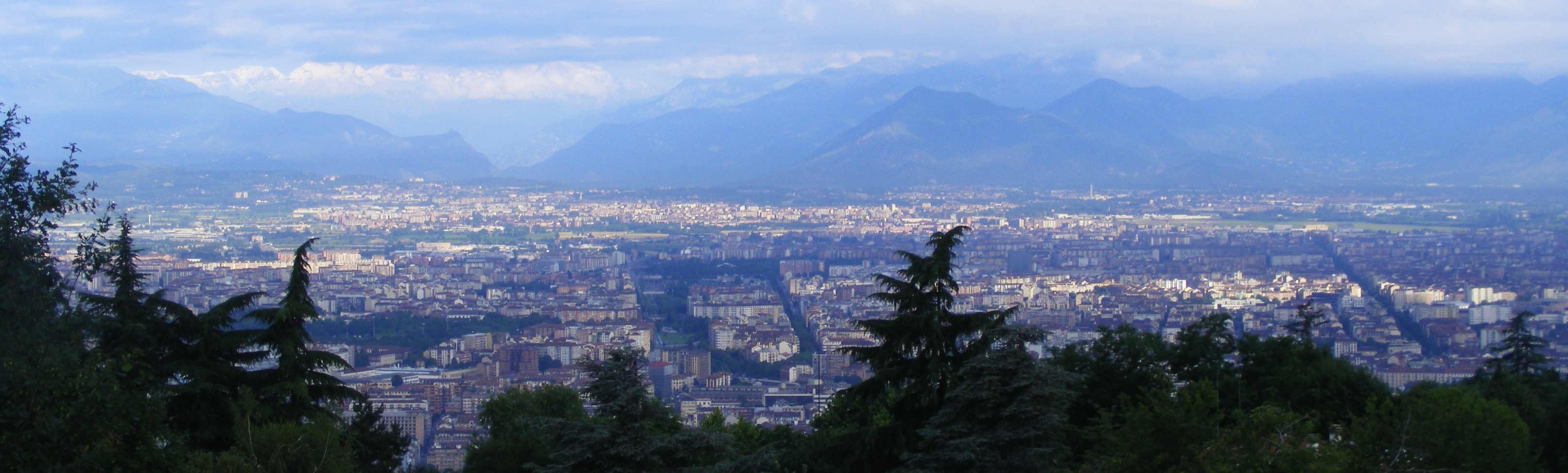
A torinói metropoliszövezet

A város 10 történelmi kerületre oszlik, melyeket választott tanács irányít.
- 1. kerület: Centro – Crocetta
- 2. kerület: Santa Rita – Mirafiori Nord
- 3. kerület: San Paolo – Cenisia – Pozzo Strada – Cit Turin – Borgata Lesna
- 4. kerület: San Donato – Campidoglio – Parella
- 5. kerület: Borgo Vittoria – Madonna di Campagna – Lucento – Vallette
- 6. kerület: Barriera di Milano – Regio Parco – Barca – Bertolla – Falchera – Rebaudengo – Villaretto
- 7. kerület: Aurora – Vanchiglia – Madonna del Pilone – Sassi
- 8. kerület: San Salvario – Cavoretto – Borgo Po
- 9. kerület: Nizza Millefonti – Lingotto – Filadelfia
- 10. kerület: Mirafiori Sud

### A torinói metropoliszövezet
A torinói metropoliszövezet (Area metropolitana di Torino) a Torinót körülvevő agglomeráció megnevezése. A metropoliszövezet egyrészt a várost körülvevő települések földrajzi elhelyezkedése és a Torinóval való gyakorlatilag teljes egybefüggésük, másrészt a közöttük levő erős szociális és gazdasági kötődés miatt alakult ki. Az övezet területe 1127 km², lakosainak száma 1 704 102, melynek 52%-át Torino város lakossága teszi ki. A terület népsűrűsége 1512 fő/km². Az övezet nem egy létező közigazgatási entitás, csak statisztikai funkciót tölt be.
Az övezet községei: : Airasca, Alpignano, Avigliana, Baldissero Torinese, Beinasco, Borgaro Torinese, Brandizzo, Bruino, Cambiano, Candiolo , Carmagnola, Caselle Torinese, Chieri, Chivasso, Cirié, Collegno, Druento, Grugliasco, La Loggia, Leinì, Moncalieri, Nichelino, Orbassano, Pecetto Torinese, Pianezza, Pinerolo, Pino Torinese, Piossasco, Piscina, Rivalta di Torino, Rivoli, Rosta, San Mauro Torinese, Santena, Settimo Torinese, Torino, Trofarello, Venaria Reale, Villastellone, Vinovo, Volpiano, Volvera.

## Gazdaság

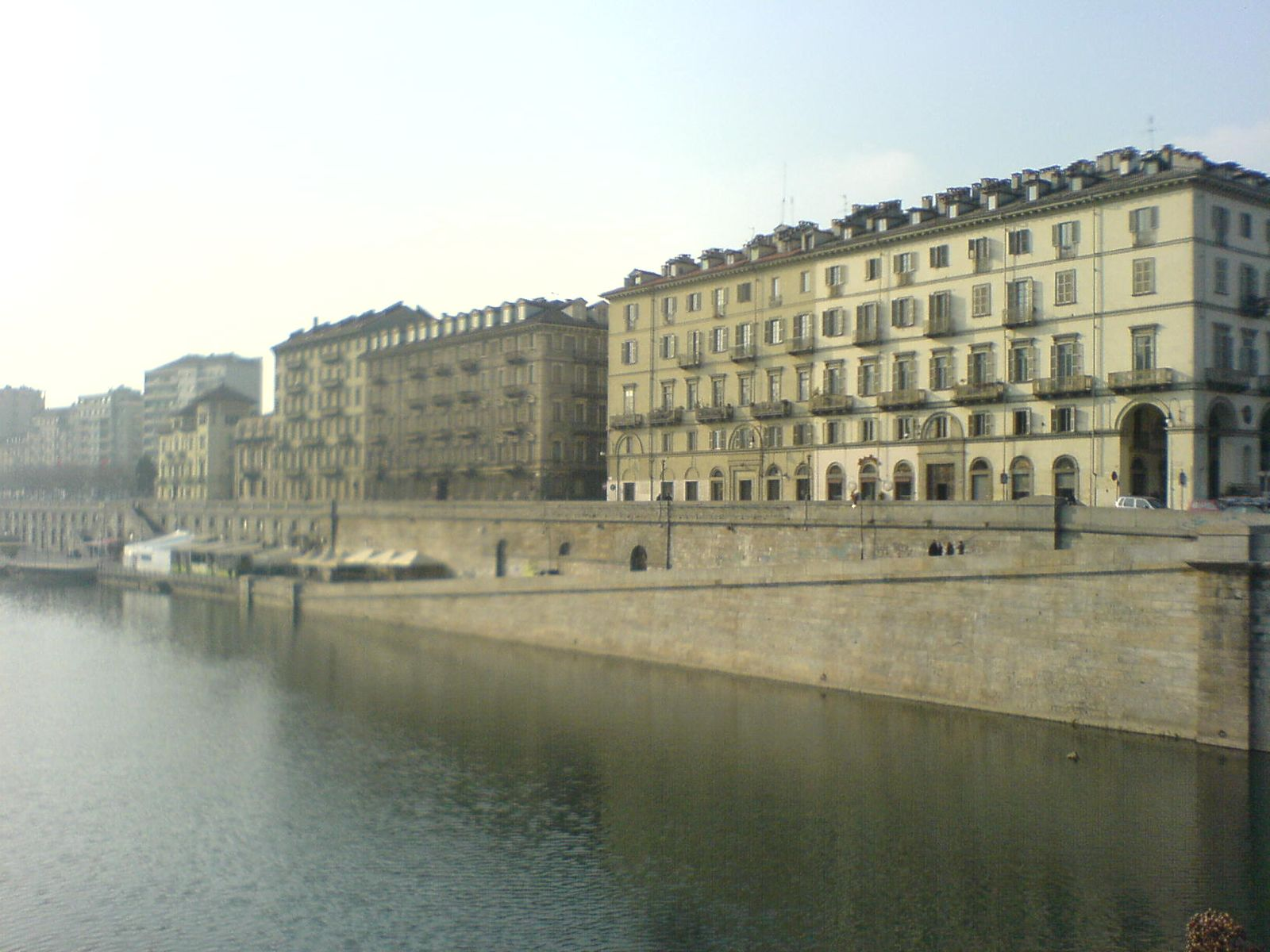
A Pó partja

Torino mindig is Olaszország egyik legfontosabb ipari központja volt, ezt a szerepét máig őrzi. Róma és Milánó után gazdasága a harmadik legfontosabb Olaszországban. Az export tekintetében Torino megye a második helyet foglalja el az olasz megyék között.[forrás?] A legismertebb torinói márka a Fiat, mely a XX. század elején itt hozta létre a világ akkori legnagyobb autógyártó üzemét, a Lingottót. A Fiaton túl azonban természetesen több más ismert vagy kevésbé ismert márka székhelye és gyártási központja van a városban, az autógyártástól a csokoládéig, többek között a Lancia, a Pininfarina, a Bertone, a Sparco, az Italdesign, a Ghia, a Fioravanti, a Stola, az Intesa Sanpaolo, a Superga, az Invicta (1821), a Lavazza, a Martini, a Kappa és a Caffarel.
Az utóbbi években Torino ipara komoly átalakuláson ment keresztül, egyrészt a gépipar válsága, másrészt pedig amiatt a tendencia miatt, amelynek következtében az iparilag fejlett országok cégei a gyártást a fejlődő országokba telepítik. A nyolcvanas évektől a hangsúly egyre inkább a szolgáltató szektor felé helyeződik.
A General Motors Torinóban alakította ki kutatóközpontját, ahol a dízelmotorok fejlesztése folyik.
A banki és biztosítási szektor szintén erős. Torinóban található az Intesa Sanpaolo bankcsoport, a Reale Mutua Assicurazioni és az Alleanza Toro központja.
A „hagyományos” ipari ágakon túl az űripar is képviselteti magát az Alenia révén. A Nemzetközi Űrállomás egyes részeit Torinóban gyártották. Az Ariane–5 hordozórakéta utáni közös európai űr-szállítóeszköz kifejlesztését szintén Torinóból irányítják.
Torinóban jött létre több, ma már olasz nemzeti cégnek számító vállalkozás, mint a Telecom Italia, vagy a Rai, az olasz közszolgálati tévécsatorna, de az olasz mozi is Torinóból indult. Ezek a cégek ma már nem Torinóban székelnek, de a Nemzeti Mozimúzeum továbbra is itt van, a Mole Antonelliana épületében.

## Közlekedés

### Repülőterek

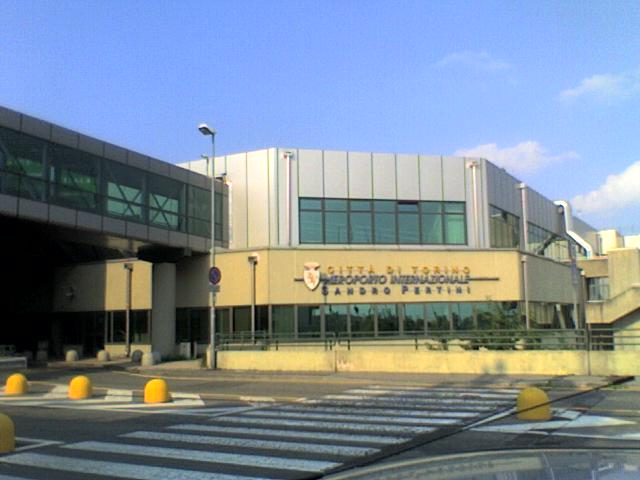
A Sandro Pertini nemzetközi repülőtér (Torino-Caselle)

Torinónak két repülőtere van, az egyik a Sandro Pertini nemzetközi repülőtér (Caselle), a másik pedig a Cuneo-Torino Levaldigi nemzetközi repülőtér, amely Cuneótól 21 km-re található, így gyakorlatilag csak nevében tartozik Torinóhoz. A torinói Sandro Pertini nemzetközi repülőtér a várostól 16 km-re található. 2012 januárjában a repülőtér elkezdte a tárgyalásokat a Ryanairrel annak érdekében, hogy a reptér a társaság egyik bázisa legyen. Ennek keretében folyamatosan növeli majd járatai számát az ír légitársaság, amelyek száma 2017-re eléri a huszat.

### Éghajlat
A város kontinentális éghajlatú, szemben az Appennini-félsziget nagy részén található mediterrán éghajlattal. Ebből következően, bár a dombokon a nyarak hűvösek, a város jórészt síkságon elterülő részein a nyári hónapok melegek, míg a tél hideg és száraz.
| Hónap                                                                          | Jan. | Feb. | Már. | Ápr. | Máj. | Jún. | Júl. | Aug. | Szep. | Okt. | Nov. | Dec. | Év   |
| ------------------------------------------------------------------------------ | ---- | ---- | ---- | ---- | ---- | ---- | ---- | ---- | ----- | ---- | ---- | ---- | ---- |
| Átlagos max. hőmérséklet (°C)                                                  | 5,0  | 7,0  | 13,0 | 17,0 | 21,0 | 25,0 | 28,0 | 27,0 | 23,0  | 17,0 | 11,0 | 7,0  | 16,8 |
| Átlagos min. hőmérséklet (°C)                                                  | −3,0 | −2,0 | 2,0  | 6,0  | 10,0 | 14,0 | 16,0 | 16,0 | 13,0  | 7,0  | 2,0  | −2,0 | 6,6  |
| Átl. csapadékmennyiség (mm)                                                    | 41   | 53   | 77   | 104  | 120  | 98   | 67   | 80   | 70    | 89   | 76   | 42   | 917  |
| Forrás: a torinói meteorológiai állomás (Stazione Meteorologica Torino Centro) |      |      |      |      |      |      |      |      |       |      |      |      |      |

### Autópályák

#### Autópálya-összeköttetései
Torinón hat autópálya halad keresztül:
- az A4-es autópálya: Torino–Milano–Brescia–Verona – Velence – Trieszt
- az A5-ös autópálya: Torino – Ivrea – Aosta
- az A6-os autópálya: Torino – Fossano – Savona
- az A21-es autópálya: Torino – Alessandria – Piacenza – Brescia
- az A32-es autópálya: Torino – Susa – Bardonecchia – Fréjus-alagút
- az A55-ös autópálya Torino – Pinerolo
- RA10 elkerülő Torino – Caselle Torinese – Sandro Pertini Nemzetközi Repülőtér

#### Körgyűrűk
A várost az A55 számú körgyűrű kerüli el, amelynek hossza 57 km. Két szakasza az Északi és a Déli elkerülő (Tangenziale Nord és Tangenziale Sud).

### Vasúti közlekedés

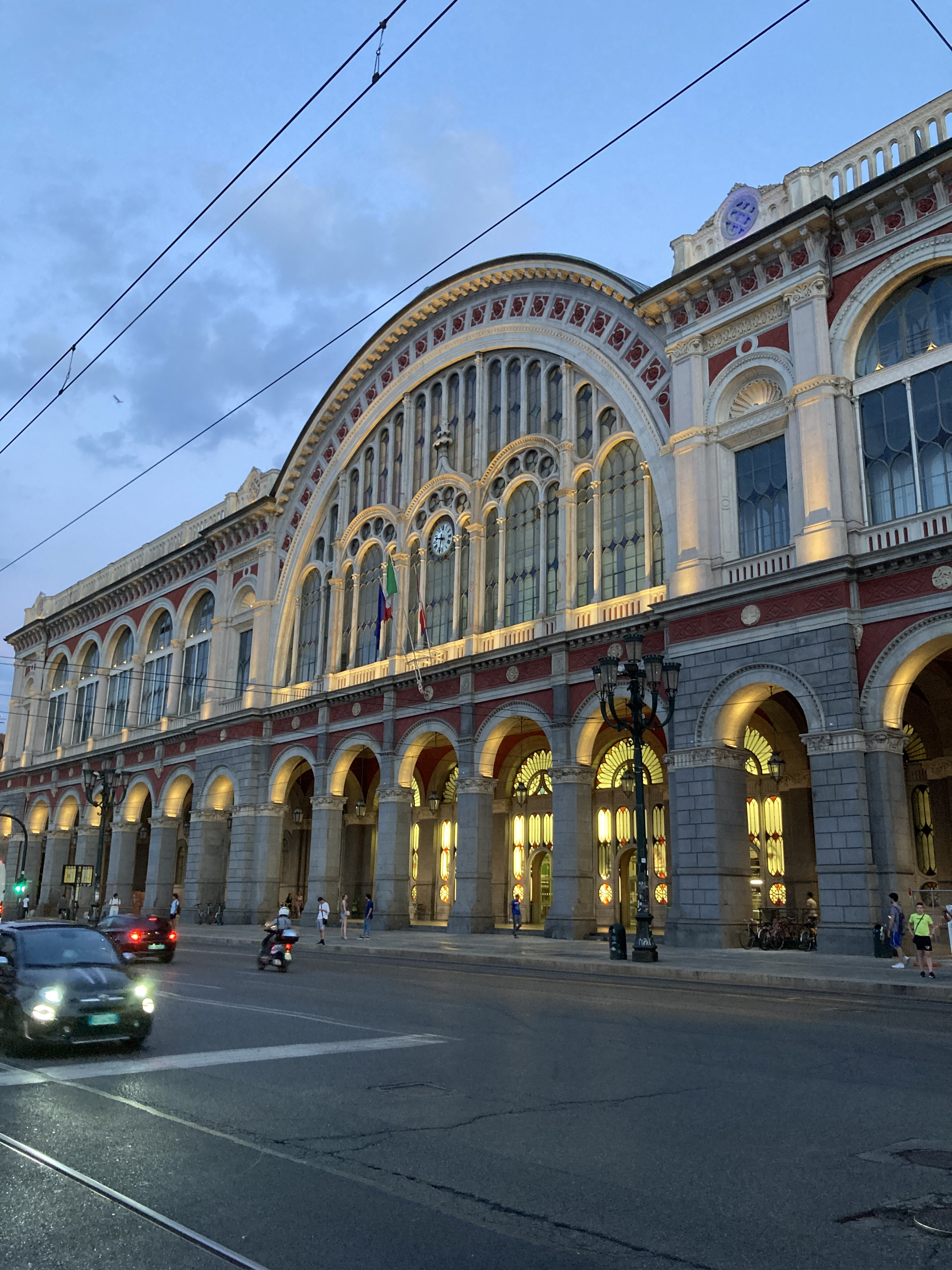
Torino Porta Nuova

Torino a harmadik legfontosabb vasúti csomópont Olaszországban. Ideszámítjuk a városi vasútvonalakat is, amelyek a Torino Dora állomásról indulnak és az északi peremkerületek, illeetve a reptér felé tartanak.
A Torinóból induló legfontosabb vasútvonalak egyrészt Genovába tartanak Astin és Alessandrián keresztül, másrészt Milánó felé indulnak Novara és Vercelli városokon át, harmadrészt Franciaország felé veszik az irányt Bardonecchián keresztül. Kisebb vonalaknak is kiindulópontja: Ivrea–Aosta, Mondovì–Savona, Pinerolo–Torre Pellice, Trofarello–Chieri, Cirié–Lanzo Torinese–Ceres és Rivarolo Canavese–Cuorgnè–Pont Canavese.

### Városi közlekedés

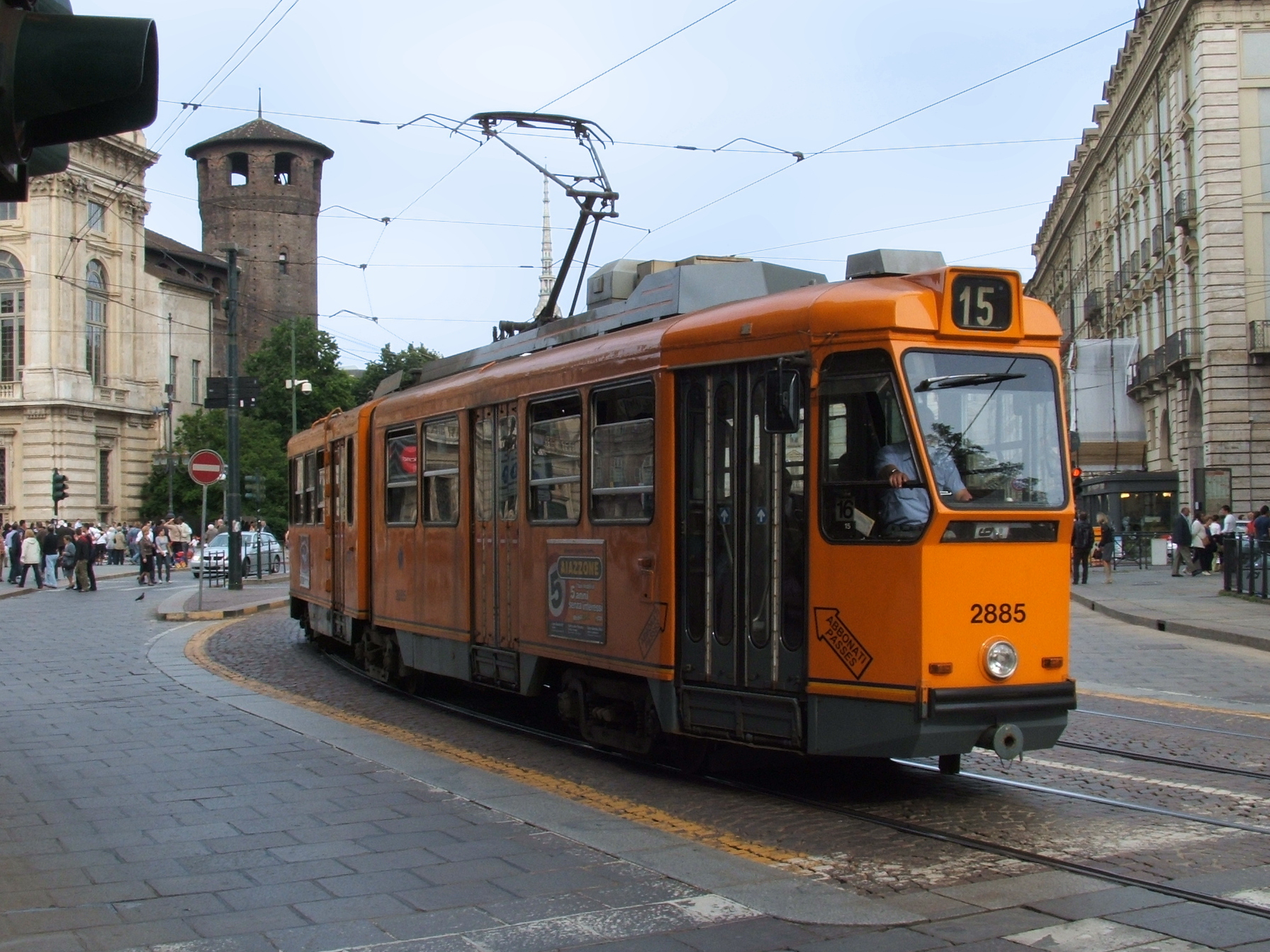
Villamos a Piazza Castellón

A torinói közösségi közlekedést a GTT (Gruppo Torinese Trasporti) vállalat kezeli.

#### A metró
Torinóban működik Olaszország első, vezető nélkül működő, automata metrója. 2006-ban avatták fel, ekkor még csak a Porta Susa állomásig érkezett, majd 2007-ben már a Porta Nuova állomás lett az új végállomás, végül 2011 márciusában befejeződött a teljes vonal építkezése, és így már a Lingotto állomásig ér Collegnótól. Hossza 13,2 km.

## Kultúra

### Oktatás
Az egyetemet 1404-ben alapították Ludovico di Acaia herceg kezdeményezésére. A 16. században Emánuel Filibert herceg reformjainak köszönhetően – melyek a Bolognai Egyetemet vették például – kezdett modern formát ölteni, de igazi áttörésre csak II. Viktor Amadé király intézkedéseivel került sor, aki Francesco d’Aguirre-t bízta meg az egyetem modernizálásával. Ekkor egy olyan rendszer született, amelyet sok más egyetem modellként használt fel, többek között a Sorbonne is. A 19. században az egyetem óriásit növekedett, és egyike lett a legfontosabbaknak Itáliában, olyan neves oktatókkal, mint Cesare Lombroso, Carlo Forlanini és Arturo Graf.
A 20. században az egyetem az olasz antifasizmus egyik központja lett. A 90-es évek végén az Alessandria, Novara és Vercelli városokban található tagozatok kiváltak az egyetemből és létrehozták az Amedeo Avogadro Kelet-Piemonti Tudományegyetemet (Università degli Studi del Piemonte Orientale „Amedeo Avogadro”).
Az egyetem 13 karán jelenleg 190 szakon lehet diplomát szerezni.
Az egyetem eddig három Nobel-díjassal büszkélkedhet:
- 1969: Salvador E. Luria (orvostudomány)
- 1975: Renato Dulbecco (orvostudomány)
- 1986: Rita Levi-Montalcini (orvostudomány)

### Nevezetességei

#### A Mole Antonelliana

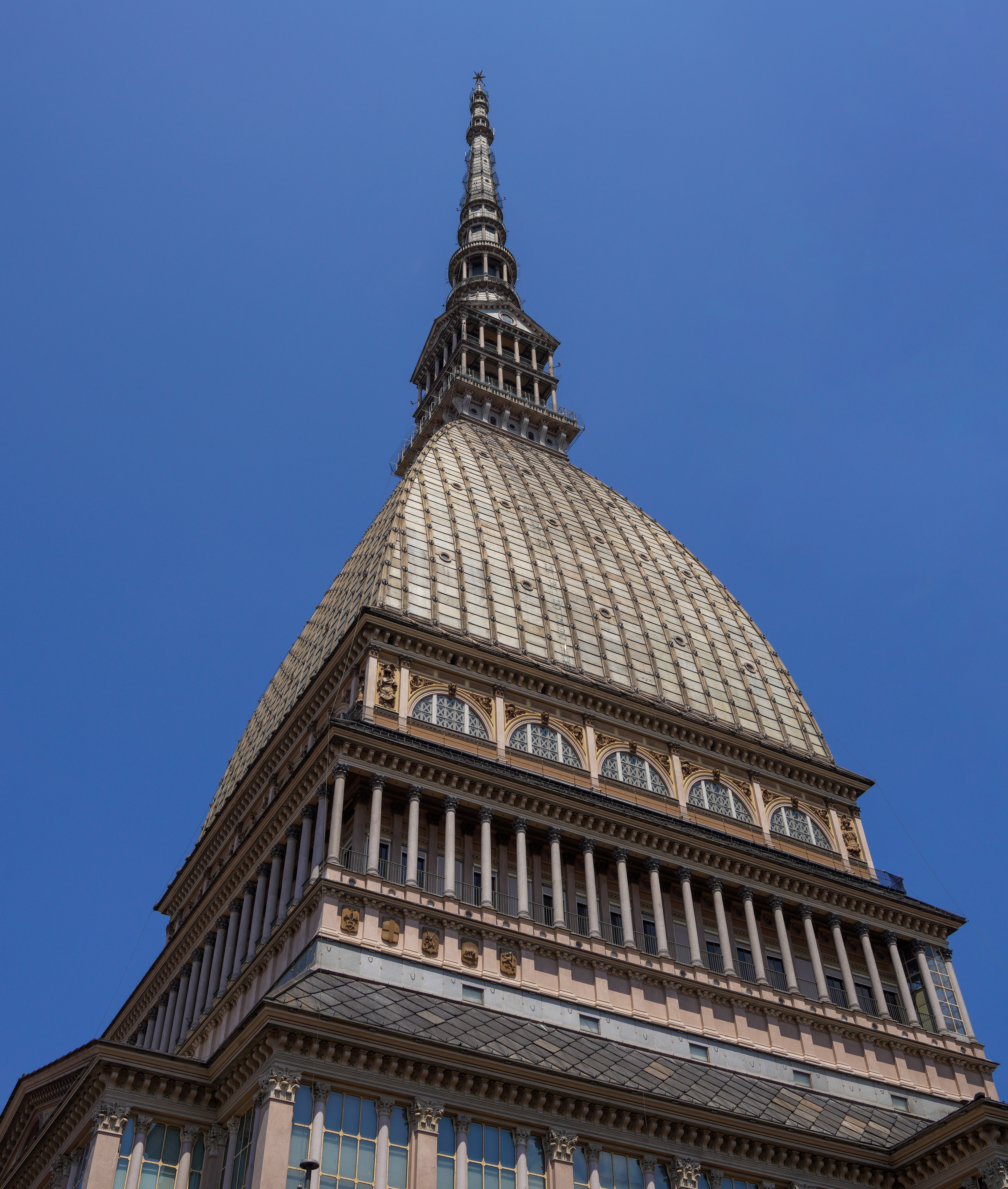
A Mole Antonelliana

A Mole Antonelliana épülete Torino szimbóluma, amely a maga 167,5 méteres magasságával uralja a város panorámáját. A 19. században a világ legmagasabb kőépülete volt. Nevét tervezőjéről, Alessandro Antonelliről kapta. 1863-ban kezdődött az építése, és eredetileg zsinagógának szánták, ám méretei gyakorlatilag lehetetlenné tették az ekként történő hasznosítását, így befejezésekor, 1889-ben a város kezébe került. Alapja négyszög, amelyre kupolát emeltek. A kupolán kívülről éjszaka a Fibonacci-sorozat számai világítanak. A Mole ad otthont a Nemzeti Mozimúzeumnak, amely a filmművészet történetét meséli el a kezdetektől napjainkig. Az olasz kétcentes euróérme hátoldalán szerepel.

#### A Borgo Medioevale

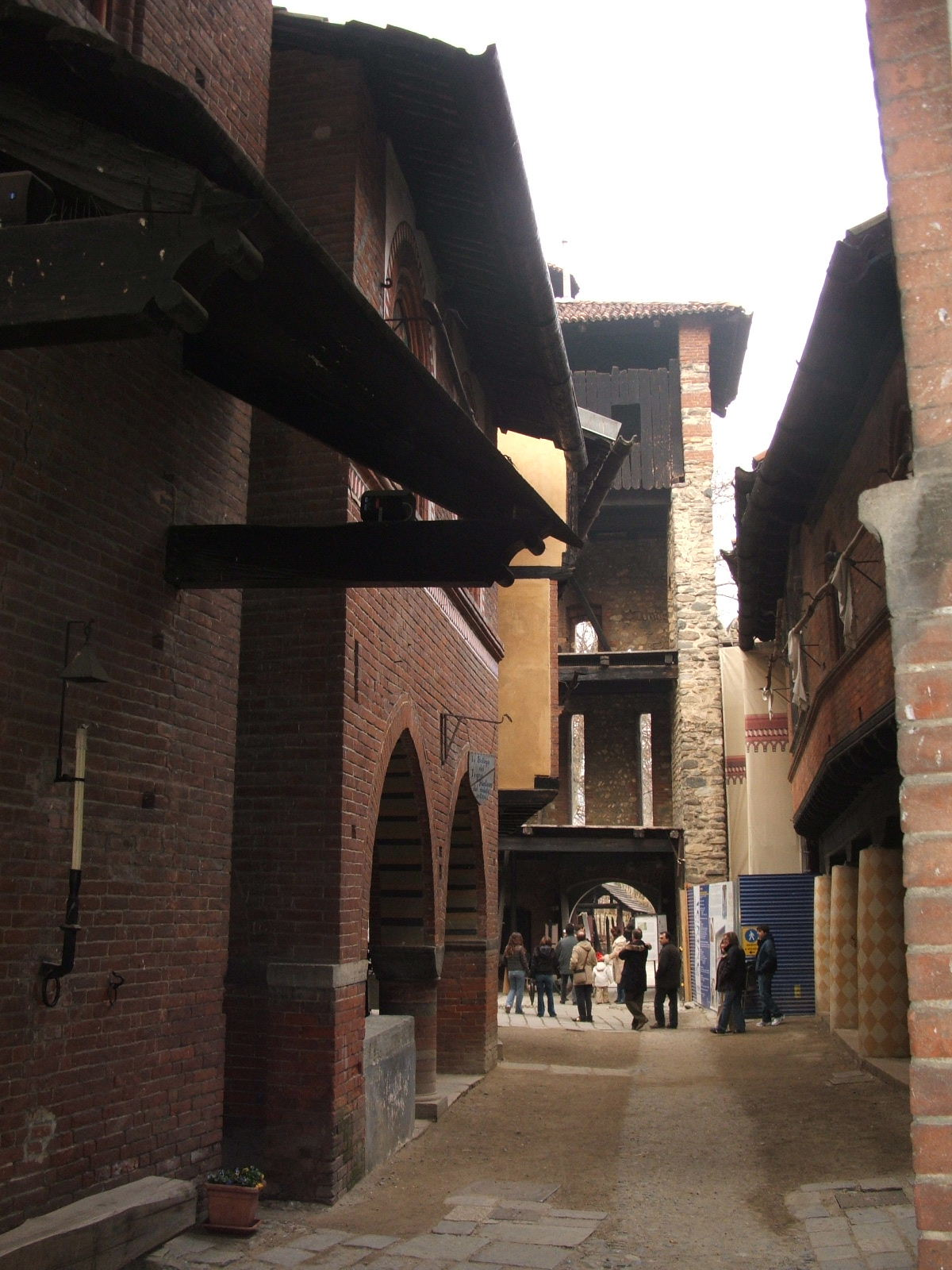
A Borgo Medioevale

A Valentino parkban található középkori városrekonstrukció az 1884-es torinói világkiállításra épült, és egy 15. századi piemonti települést hivatott bemutatni.A városka tulajdonképpen skanzenként, valós piemonti épületek másolataiból, illetve az azoktól kölcsönzött motívumokkal díszített épületekből épül fel. Egy helyen csodálhatjuk itt meg Bussoleno, San Giorio, Oglianico, Lagnasco, Frossasco, Avigliana, Rivoli, Alba, Borgofranco d’Ivrea, és még számos piemonti község építészeti emlékeinek rekonstrukcióját. A Borgoban található templom például Cirié, Piobesi és Piossasco kegyhelyeitől kölcsönözte ornamentikáját.

### Torino árkádjai
Torino egyik legfőbb jellegzetességét jelentik a több mint 18 km hosszan terjedő árkádok, amelyek közül 12 km egymással összeköttetésben áll. Az első árkádokat a középkorban építették, de a ma is létezők építése a 17. századtól kezdődött. Első írásos dokumentum velük kapcsolatban Károly Emánuel 1606 évi rendelete, amelyben a Piazza Castello köré árkádsor építését rendeli el. A Piazza Castellot a Piazza Vittorio Venetoval összekötő árkádsor lehetővé tette, hogy a király úgy jusson el a palotától a Pó partjára, hogy ne ázzon meg az esőben.

#### Paloták

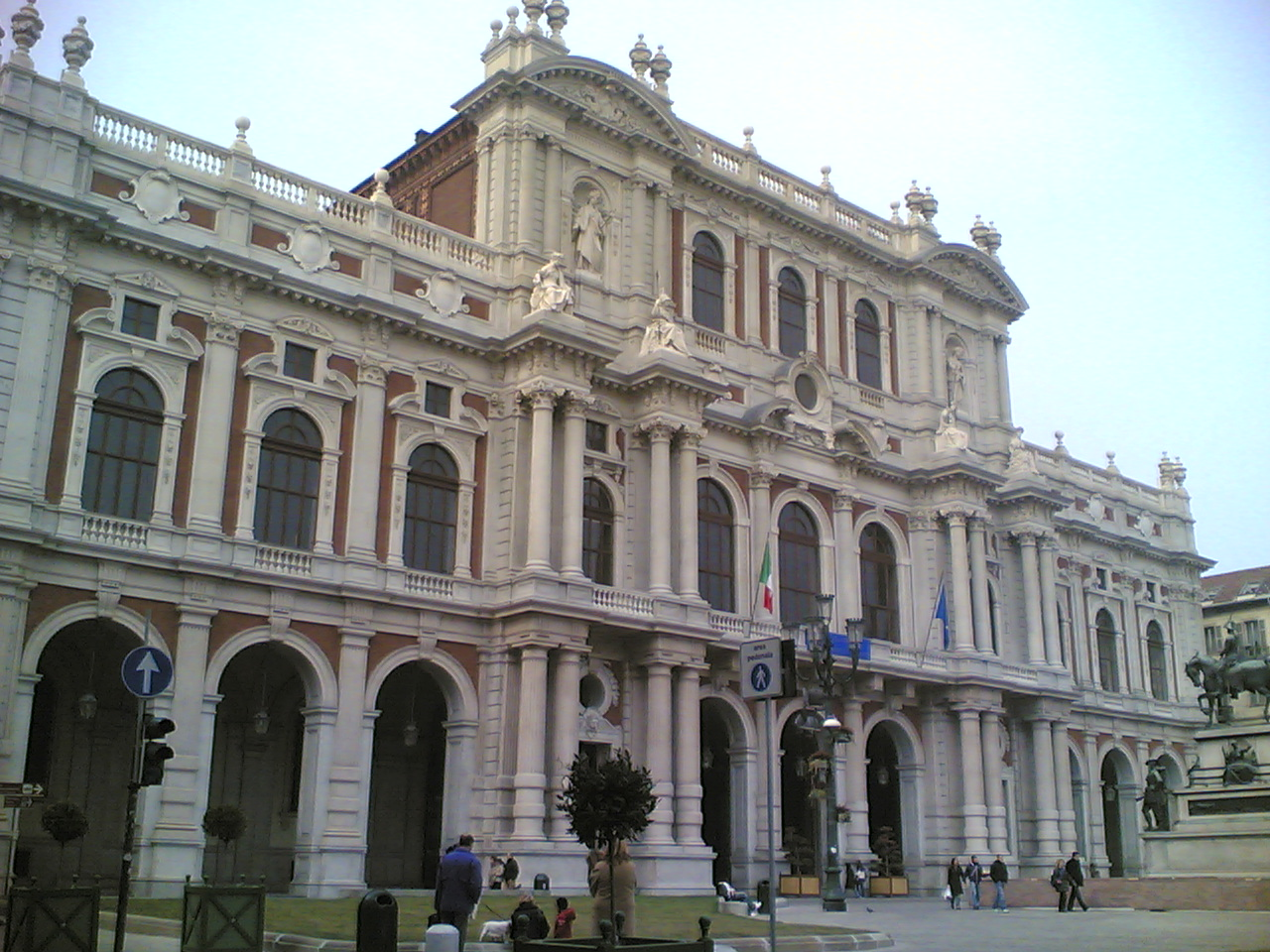
Palazzo Carignano

- Királyi Palota (Palazzo Reale): barokk és rokokó épület nagy fegyvergyűjteménnyel. Az első, és legfontosabb a Savoyai-család rezidenciái között, amelyeket 1997-ben az UNESCO fel is vett a világörökség listájára.
- Madama-palota (Palazzo Madama): a város legnevezetesebb épülete különböző stílusokat vonultat fel. 1276-ban épült a római városkapu maradványai fölé. Eredetileg egy középkori vár volt, amelynek homlokzata elé barokk homlokzatot emeltek. 1997-ben az UNESCO felvette a világörökség listájára.
- Carignano-palota (Palazzo Carignano): barokk épület, Guarini atya alkotása, 1865-ben itt ülésezett először az olasz parlament.
- Chiablese-palota (Palazzo Chiablese)
- Castello del Valentino: a Pó partján elterülő Valentino parkban található, Madama Reale udvarának székhelye.

#### Templomok

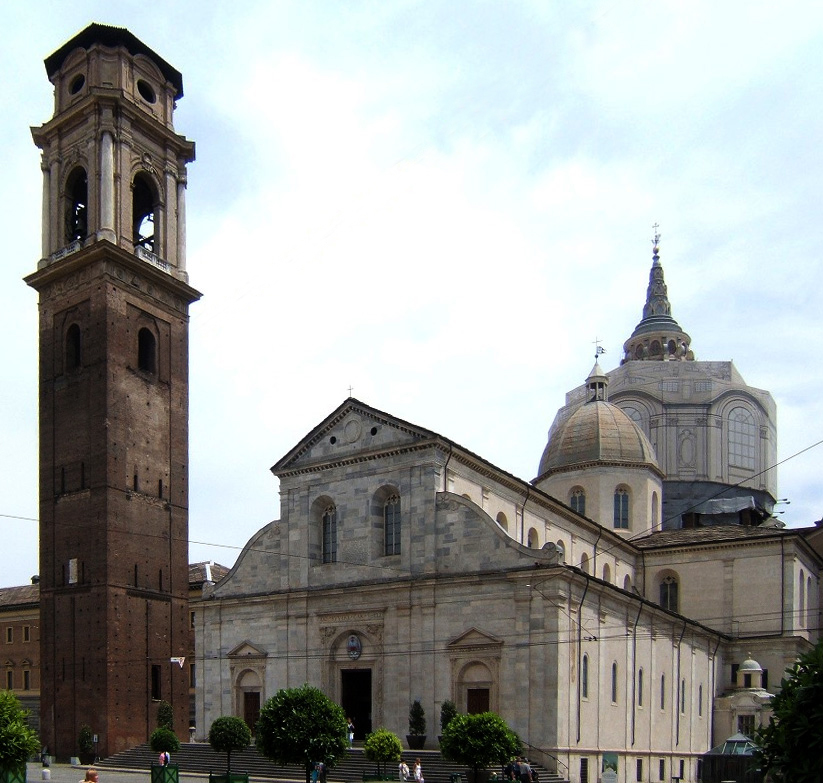
A torinói dóm

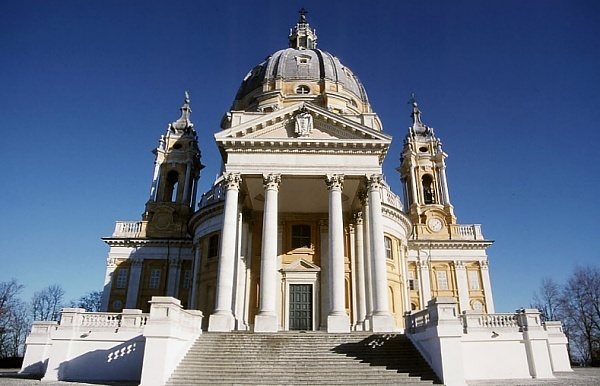
Superga bazilika

- Keresztelő Szent János-katedrális (Cattedrale di San Giovanni Battista) (1491–1498)
- Chiesa della SS. Annunziata
- Chiesa di Santa Maria del Monte: 1581-ben I. Károly Emánuel herceg megvásárolta a Scaravelli-család erődjét és kapucinus ferences barátoknak adományozta, hogy ott egy templomot emeljenek Szent Móricnak szentelve. Építésze Giacomo Soldati volt. A munkálatok hamar félbeszakadtak, majd 1610-ben indultak újra Ascanio Vitozzi vezetése alatt, ekkor a neve S. Maria del Monte-ra változott. A templomot 1656-ban szentelték fel. Négyszögalapú, oltárát Carlo di Castellamonte készítette. említésre méltóak még Guglielmo Caccia és Giovan Battista Crespi festményei.
- Chiesa della Madonna del Carmine
- Szent Lőrinc-templom (Chiesa di San Lorenzo): Guarini atya műve, 1632
- Chiesa di Santa Maria di Piazza La Consolata
- Superga bazilika (Basilica di Superga): 672 m tszf. magasságban fekszik az azonos nevű dombon. II. Viktor Amadé építtette a piemonti seregeknek az akkor Torinót uraló franciák felett aratott győzelméért hálául. Tervezője Filippo Juvarra. A templom alagsorában található mauzóleum az 1732 után elhunyt valamennyi Savoyai-házi uralkodó sírját őrzi. Kivételt képez II. Viktor Emánuel, Olaszország első királya, akit a római Pantheonban temettek el, valamint Károly Félix, akit a savoyai Hautecombe apátságban helyeztek örök nyugalomra. 1946. május 4-én 17:03-kor az ALI légitársaság Fiat G.212 típusú, I-ELCE jelzésű repülőgépe, fedélzetén a Torino teljes labdarúgócsapatával a Bazilika háta mögötti domboldalnak ütközött. A halálos áldozatok száma 31, közöttük a csapat magyar származású edzője, Erbstein Ernő.
- Chiesa di Santa Pelagia
- Chiesa del Corpus Domini
- Szent János evangélista temploma (Chiesa di San Giovanni Evangelista)
- Basilica di San Maurizio e Lazzaro
- Chiesa di San Michele
- Szent Teréz-templom (Chiesa di Santa Teresa)
- Chiesa della Gran Madre di Dio : A klasszicista stílusú templom a Pó jobb partján épült I. Viktor Emánuel 1814. május 20-i győztes hazatérésére a Napóleonnal vívott csatából. A templomhoz egy lépcsősor vezet, amelyet jobb oldalról a Vallás, bal oldalról a Hit szobra őriz.
- Chiesa di San Francesco da Paola
- Chiesa del Santo Sudario
- Chiesa della Misericordia
- Chiesa di San Carlo Borromeo
- Szentháromság-templom (Chiesa della Santissima Trinità)
- Chiesa di Maria SS. Ausiliatrice
- Assisi Szent Ferenc-templom (Chiesa di San Francesco d’Assisi)
- Szent Mártírok temploma (Chiesa dei Santi Martiri)
- Chiesa dell’Immacolata Concezione
- Szent József-templom ( Chiesa di San Giuseppe)
- Chiesa di San Salvario
- Szent Chiara-templom (Chiesa di Santa Chiara)
- Szent Ferenc-templom (Chiesa di San Francesco)
- Szent Tamás-templom (Chiesa di San Tommaso)
- Chiesa della Madonna del Pilone
- Szentlélek temploma (Chiesa dello Spirito Santo)
- Szent Kereszt temploma (Chiesa di Santa Croce)
- Chiesa della Visitazione
- Szent Rókus-templom (Chiesa di San Rocco)
- Szent Ágoston-templom (Chiesa di Sant’Agostino)
- Chiesa di San Dalmazzo
- Chiesa Evangelica Valdese
- Szent Domonkos-templom (Chiesa di San Domenico)
- Néri Szent Fülöp-templom (Chiesa di San Filippo Neri)
- Izraelita templom / Zsinagóga (Tempio Israelitico)
- Szent Krisztina-templom (Chiesa di Santa Cristina)
- Chiesa di San Massimo
- Cappella della Pia Congregazione dei Banchieri e dei Mercanti
- Chiesa di Nostra Signora del Suffragio e Santa Zita
- Valdens templom (Tempio Valdese) :1848-ig a valdenseknek nem volt joguk Torinóban letelepedni, illetve vallásukat szabadon gyakorolni.A városban lakó néhány valdens a porosz nagykövetség kápolnájának istentiszteletire járt. 1849-ben aztán pátenslevelek által elismerést nyertek, és megkezdték templomuk építését, amelyet 1853-ban adtak át. Neogótikus stílusú, háromhajós templom, amelyen egyértelműen anglikán hatás érezhető.

#### Múzeumok
A legtöbb múzeummal büszkélkedő olasz város. ezen belül négy nemzeti múzeumot találunk itt:
- A Film Múzeuma
- Museo del Risorgimento – Kossuth Lajos emlékszobájával, a múzeum Olaszország egyik legfontosabb történelmi témájú múzeuma. A Palazzo Carignano ad neki otthont. A risorgimento, azaz az olasz politikai egység kialakulásának időszakát dolgozza fel. 2006 és 2011 között felújították, átadására 2011. március 18-án került sor az olasz egység 150. évfordulója alkalmából.
- Museo della Montagna
- Museo dell’automobile

További kiemelkedő múzeumok:
- Museo Egizio – világviszonylatban a második legnagyobb egyiptomi vonatkozású gyűjtemény.
- Savoyai-galéria

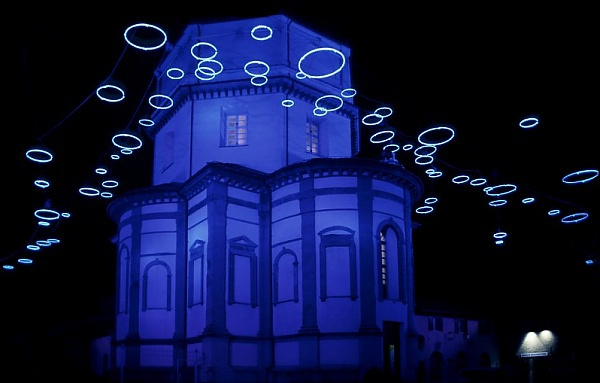
A kapucinusok hegye
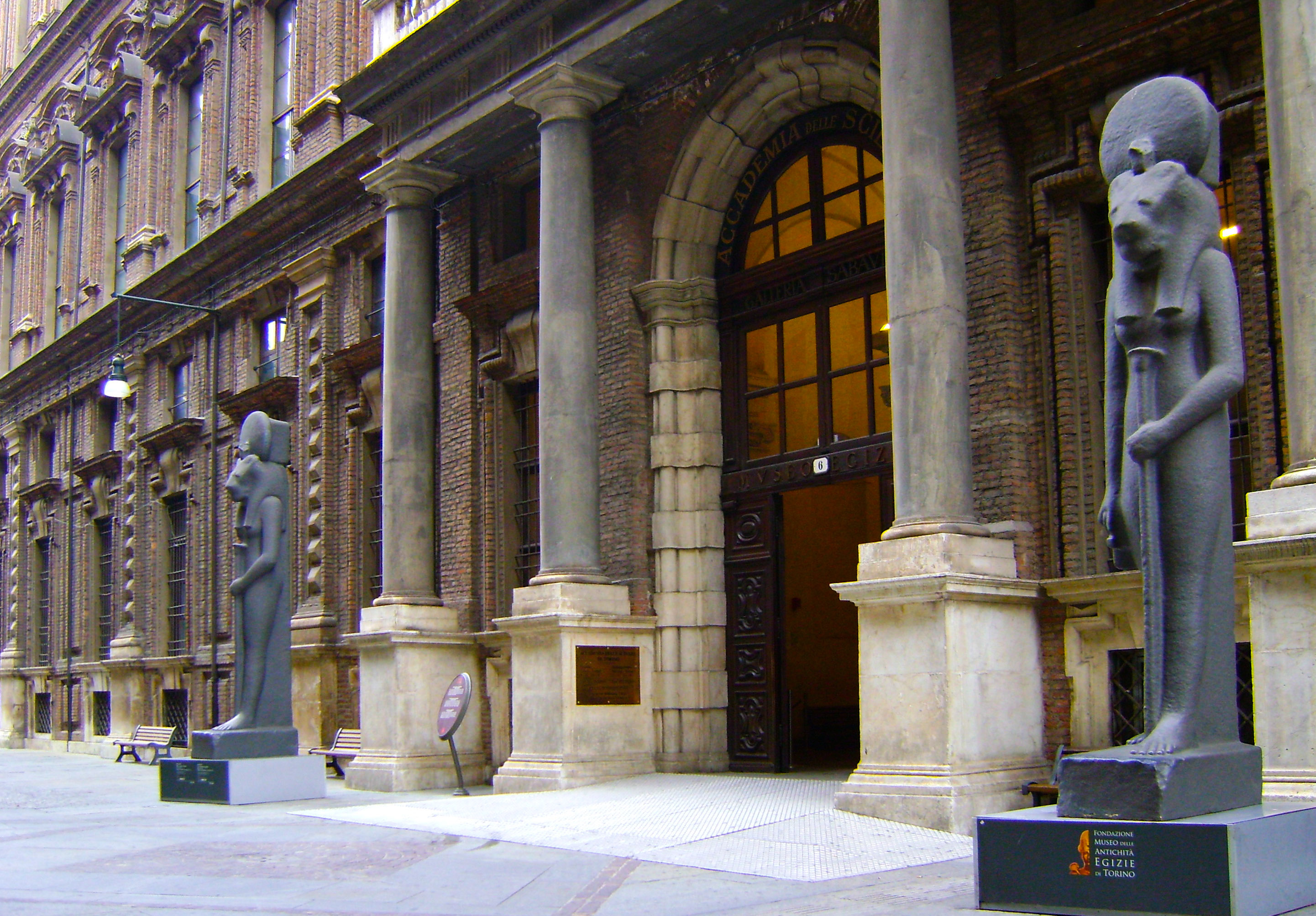
Egyiptomi múzeum
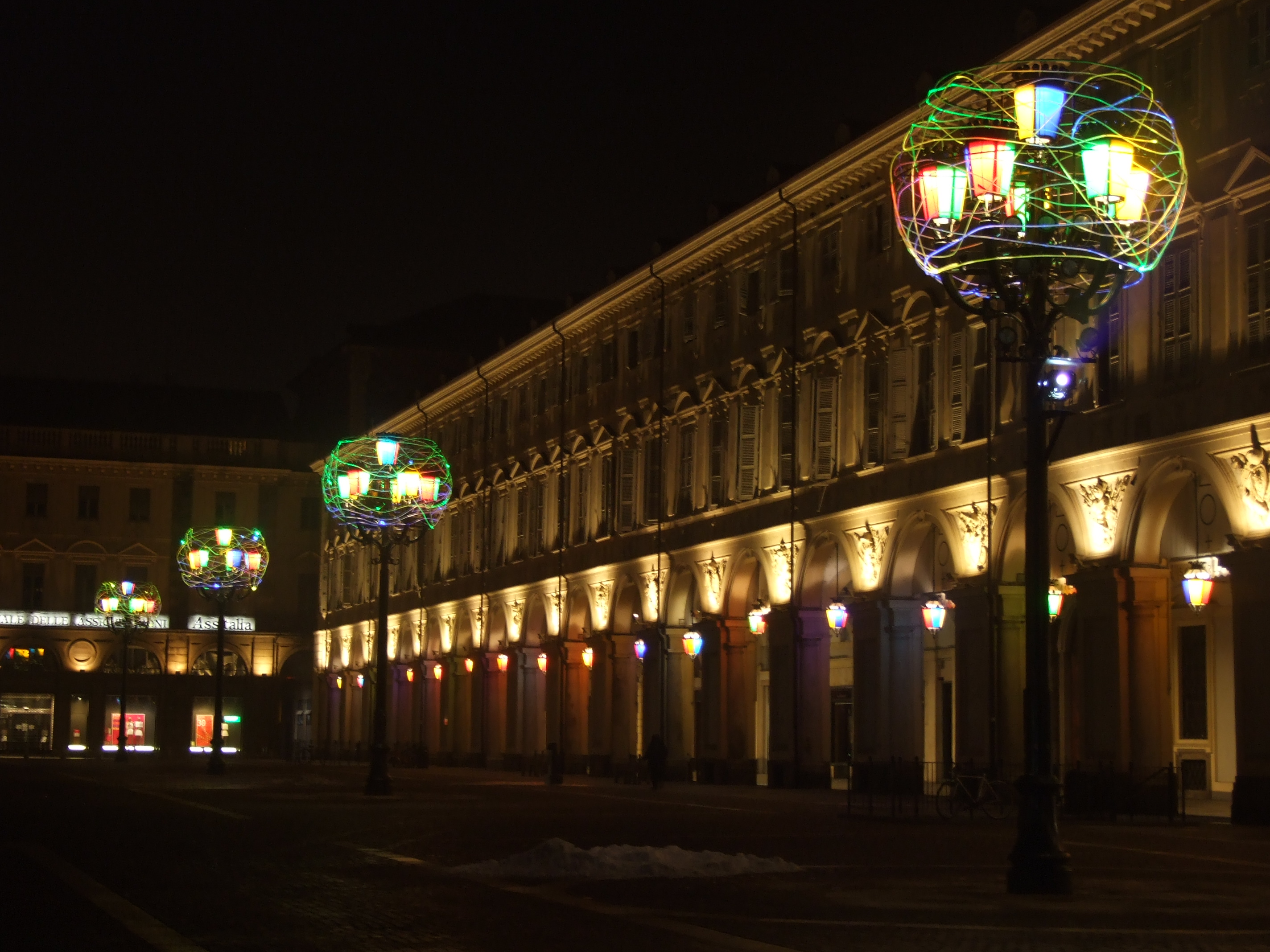
Piazza San Carlo
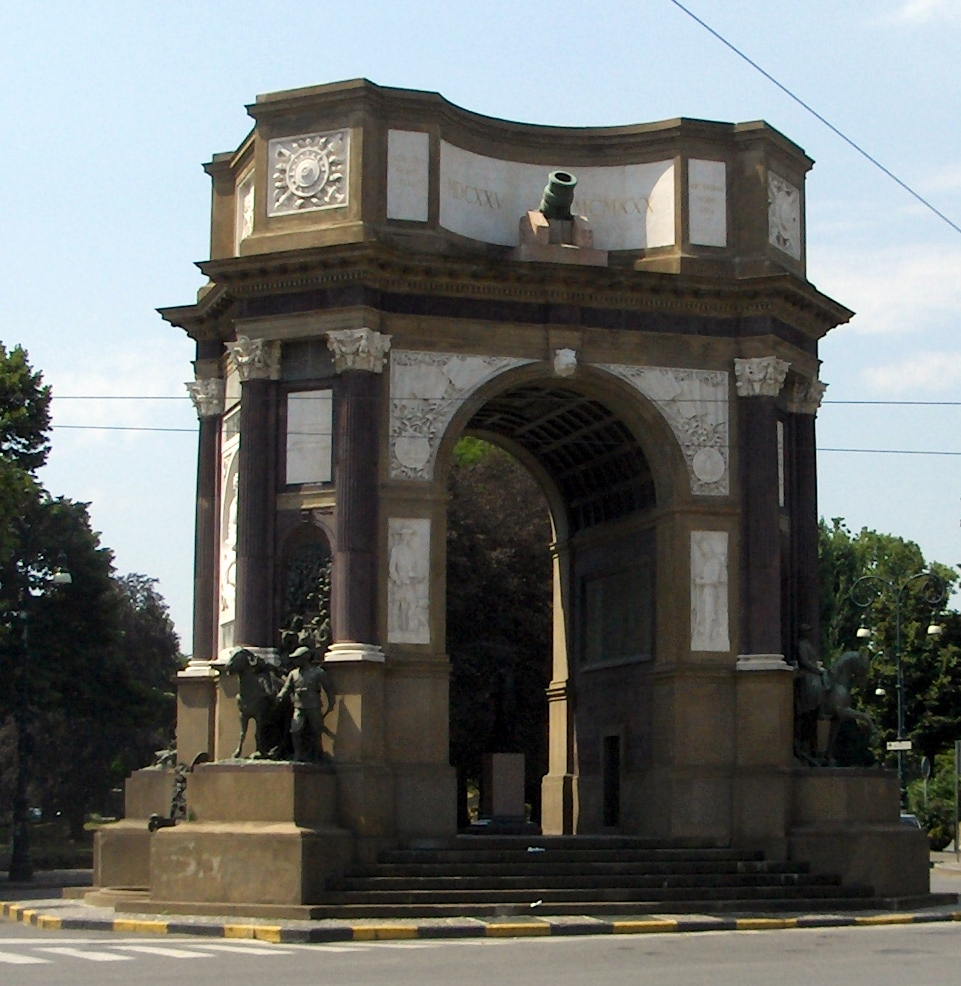
A Valentino-diadalív
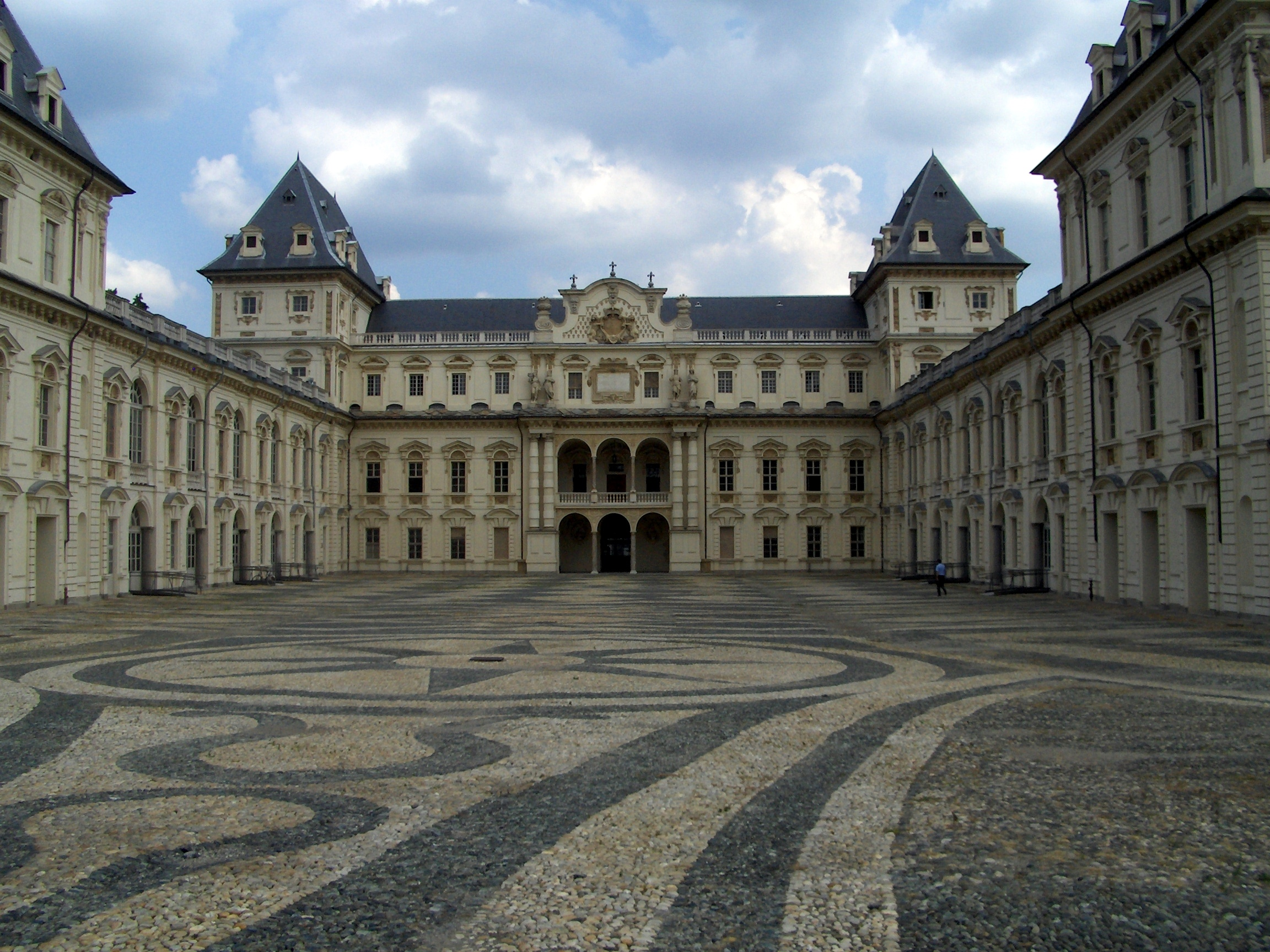
Valentino-kastély
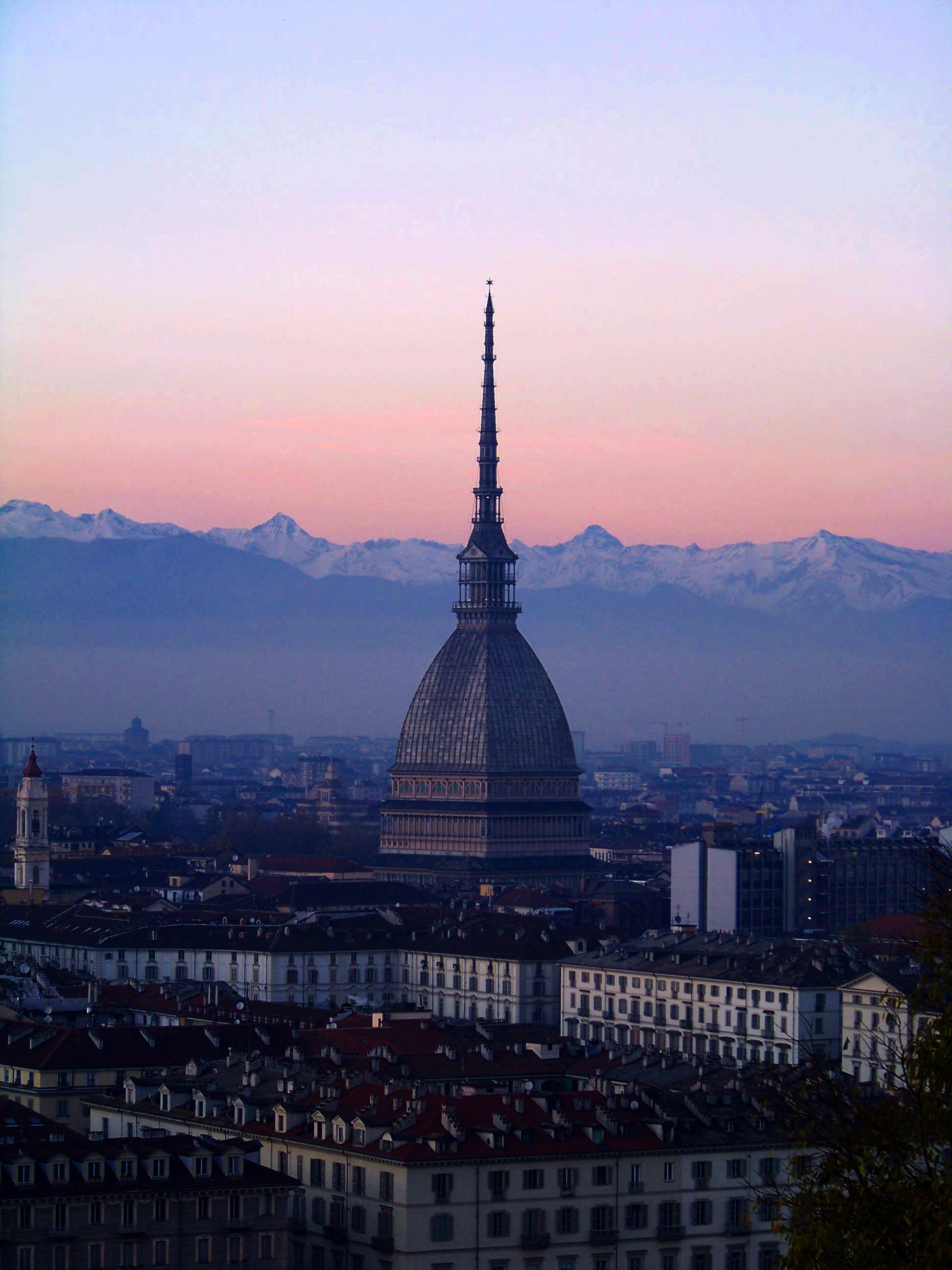
A Mole Antonelliana
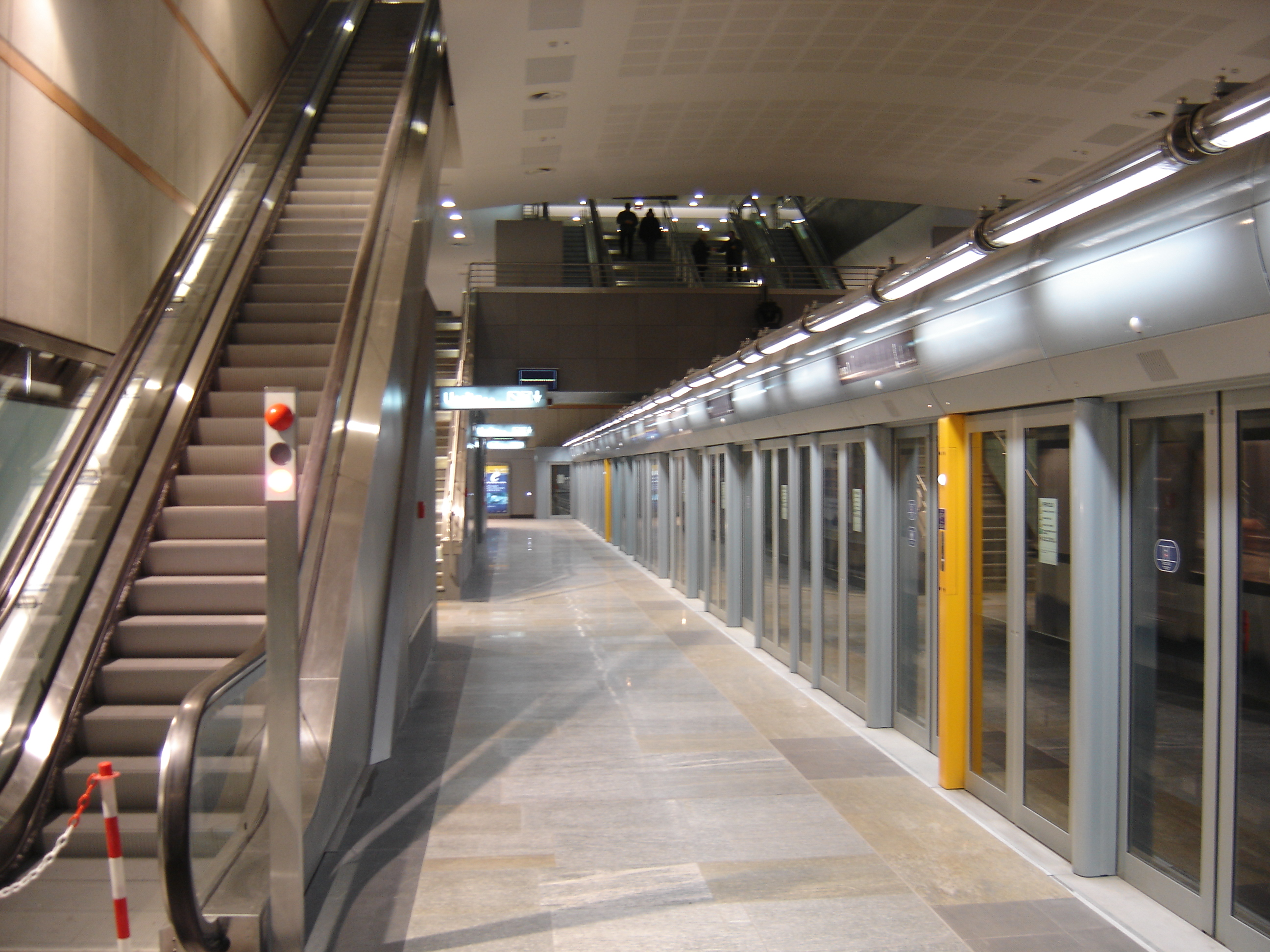
Torinói metrómegálló
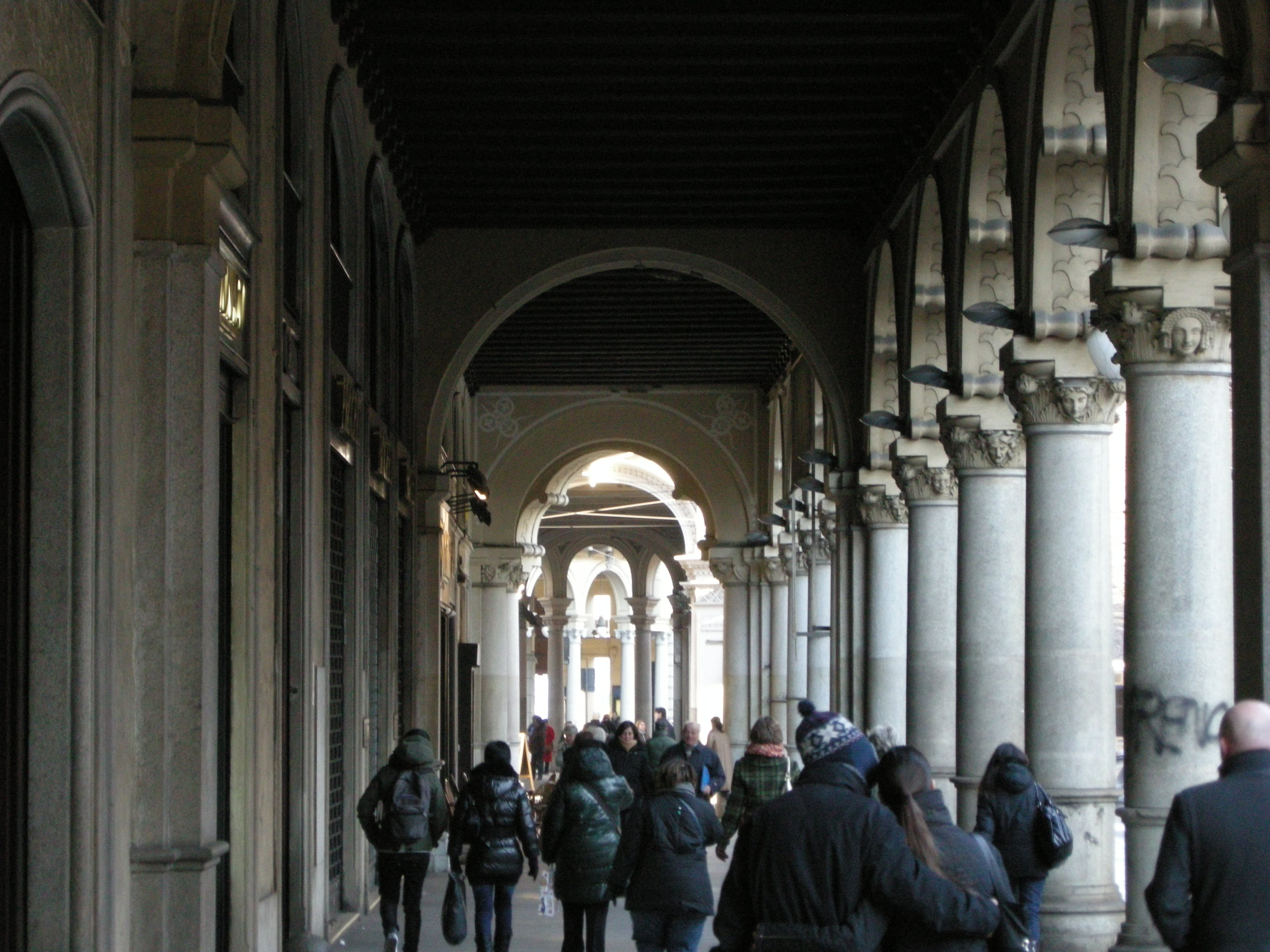
Jellegzetes torinói utcarészlet árkádokkal

### Gasztronómia

#### A vermut
A vermut 1786-ban született Torinóban muskotályszőlőből harminc különböző fűszer hozzáadásával.Az eredeti recept szerint a vermut édes, és színezőanyagok nélkül készül. A 18. században Torinóban és Piemont egyéb településein robbanásszerűen nőtt a likőrgyárak száma, a legismertebbek a Martini és a Cinzano.

### A torinói lepel
A keresztény vallás legfontosabb és legvitatottabb relikviáját a torinói dómban őrzik. A torinói lepel állítólag az a lenvászondarab, amivel Krisztus testét betekerték kereszthalála után. A lepel története homályba vész, az bizonyos, hogy 1450 körül került a Savoya-család birtokába, s 1578-ban került Torinóba Chambéryből. Az eredeti leplet csak tízévente egyszer állítják ki (legutóbb 2010-ben volt megtekinthető).

## Sport
- A városnak 2 labdarúgócsapata van (Torino F.C., Juventus).
- A 2006-os téli olimpiát Torino városban tartották.

## 2006. évi téli olimpiai játékok
Torino, illetve a környező települések látták vendégül a 2006. évi Téli Olimpiai Játékokat február 10. és február 26. között.

## 2022-es Eurovíziós Dalfesztivál
A torinói Pala Alpitour lesz a házigazdája a 2022. május 10-én, 12-én és 14-én megrendezendő Eurovíziós Dalfesztiválnak.

## Híres emberek

### Itt született
- I. Viktor Emánuel szárd–piemonti király (Vittorio Emanuele I di Savoia) (1759. július 24. – † Moncalieri, 1824. január 10.), a Savoyai-ház tagja, Savoya, Piemont és Aosta hercege, 1802–1821-ig a Szárd–Piemonti Királyság uralkodója
- Giovanni Agnelli (1866–1945) – a FIAT alapítója
- Amedeo Avogadro (1776–1856)
- Joseph Louis Lagrange (1736–1813) – matematikus
- Vincenzo Lancia (1881–1937) – a Lancia alapítója
- Carlo Levi (1902–1975) – festő–orvos–író.
- Primo Levi (1919–1987) – író
- Salvador Edward Luria (1912–1991) – orvosi Nobel-díjas
- Rita Levi-Montalcini (1909. április 22.) olasz neurológus, aki Stanley Cohen kollégájával megosztva kapta az 1986-os fiziológiai vagy orvostudományi Nobel-díjat
- Giuseppe Peano (1858. augusztus 27. Cuneo, Piemonte, Olaszország – 1932. április 20., Olaszország) olasz matematikus

### Itt élt
- Kossuth Lajos[5]
- Edmondo De Amicis író, publicista
- Italo Calvino író

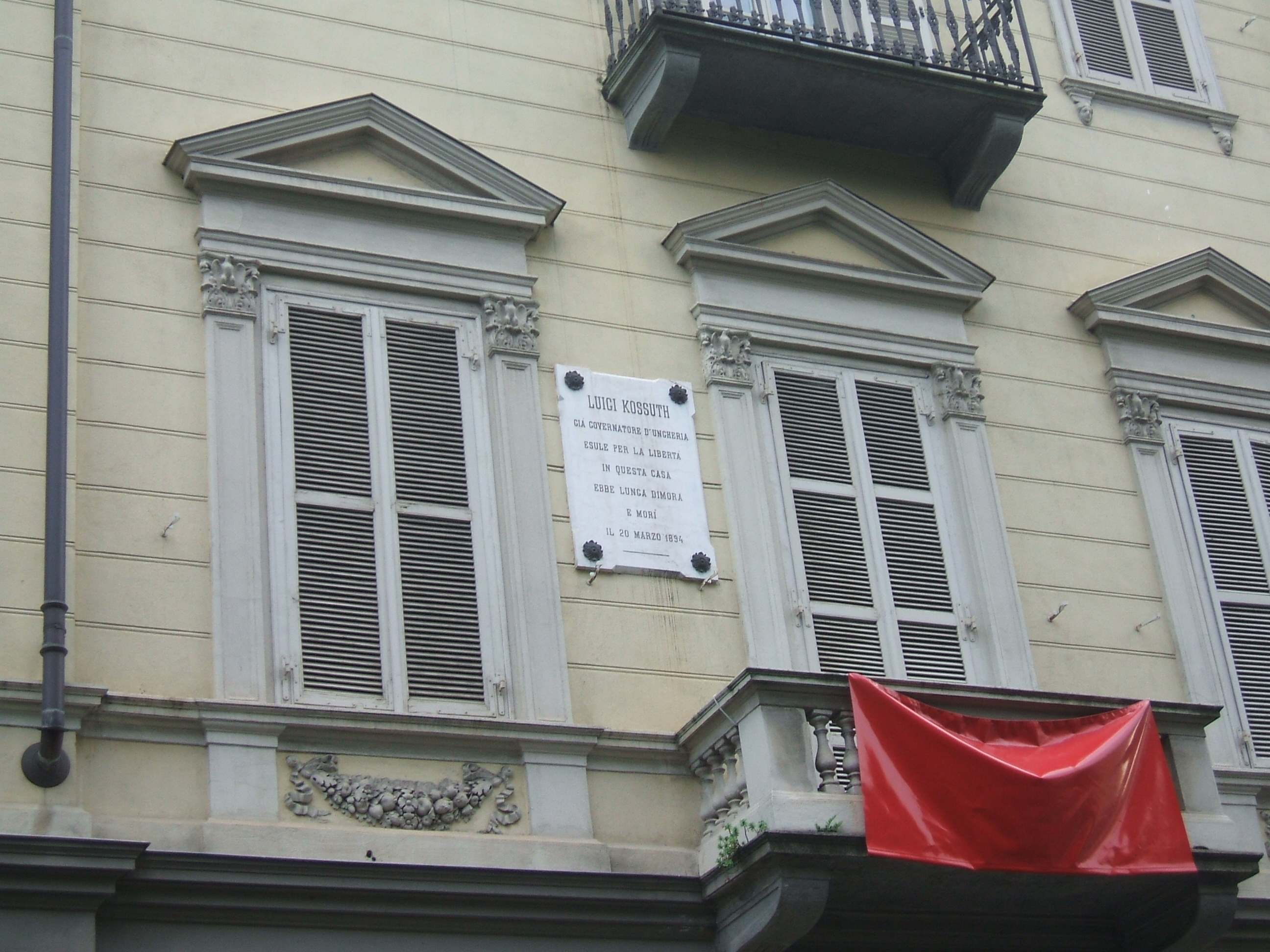
Kossuth háza Torinóban

- Umberto Eco író, a modern európai kultúra nagy irodalmára
- Rotterdami Erasmus németalföldi humanista tudós, Ágoston-rendi szerzetes, filozófus és teológus
- Natalia Ginzburg írónő
- Antonio Gramsci politikus
- Cesare Lombroso antropológus
- Friedrich Nietzsche német klasszika-filológus, egyetemi tanár, filozófus (aforisztikus stílusban alkotó), költő, zeneszerző
- Cesare Pavese író, költő
- Jean-Jacques Rousseau (1712. svájci francia felvilágosodás kori filozófus, író és zeneszerző
- Bosco Szent János szalézi rend alapítója

## Torinóban játszódó irodalmi művek
- Emil, avagy a nevelésről (IV. fejezet), Jean-Jacques Rousseau, 1762
- Vallomások, Jean-Jacques Rousseau
- Szív, Edmondo De Amicis, 1888
- Szmogfelhő, Italo Calvino, 1965
- A prágai temető, Umberto Eco, 2010

## Testvértelepülések
- Németország – Köln
- Németország – Herzogenrath
- Oroszország – Volgográd
- Luxemburg – Esch-sur-Alzette
- Egyesült Királyság – Glasgow
- Belgium – Liège
- Franciaország – Lille
- Franciaország – Chambéry
- Hollandia – Rotterdam
- Brazília – Campo Grande
- Argentína – Córdoba
- USA – Detroit
- Palesztina – Gáza
- Izrael – Haifa
- Japán – Nagoja
- Guatemala – Quetzaltenango
- Kína – Senjang
- Burkina Faso – Ouagadougou